# Rosemary (film 1915)
Rosemary è un film muto del 1915 diretto da Fred J. Balshofer e William Bowman. Si basa sull'omonimo lavoro teatrale di Louis N. Parker e Murray Carson, andato in scena in prima a Londra nel 1896.

## Trama
La fuga d'amore di Dorothy Cruickshank e William Westwood avviene una notte in cui scoppia una furiosa tempesta. Il maltempo costringe i due giovani a cercare rifugio nella casa di Jasper Thorndyke, luogo dove trovano riparo anche i genitori di Dorothy, ignari della fuga della figlia. La mattina seguente, sir Jasper, benché sia innamorato di Dorothy, si adopera per riconciliare gli adulti con i ragazzi. I suoi sforzi vanno a buon fine, con la prospettiva che la faccenda si concluda felicemente con un fastoso matrimonio londinese. Intanto, mentre Dorothy si trova nelle stalle a prendersi cura del cavallo di sir Jasper, scoppia un incendio e la ragazza viene salvata dall'intervento di Thorndyke. Lievemente ustionata, Dorothy viene curata da Jasper per il quale la giovane comincia a provare un profondo affetto. Affidando i suoi pensieri al diario, Dorothy ignora che quelle pagine verranno lette da William, il suo fidanzato, il quale diventa sospettoso nei riguardi di quello che lei definisce un uomo "più anziano". Jasper sta quasi per dichiararle il suo amore, ma poi ritorna sulla sua decisione, scegliendo di tacere e di lasciare che la gioventù si accompagni alla gioventù.

## Produzione
Il film fu prodotto dalla Quality Pictures Corporation.

## Distribuzione
Il copyright del film, richiesto dalla Metro Pictures Corp., fu registrato il 17 dicembre 1915 con il numero LP7236. Distribuito dalla Metro Pictures Corporation, il film uscì nelle sale cinematografiche statunitensi il 20 dicembre 1915.
Copia completa della pellicola si trova conservata negli archivi della Cinémathèque française di Parigi.